# Кремс
Кремс, известен и с имената Кремс на Дунав, Кремс ан дер Донау (на немски: Krems, Krems an der Donau) е старинен австрийски град в провинция Долна Австрия. Разположен е на мястото на вливането на река Кремс в Дунав.

## География
Градът е зразположен на двата бряга на река Дунав, на около 60 километра западно от столицата Виена и на около 20 километра северно от центъра на провинция Долна Австрия – Санкт Пьолтен, в областта Вахау, включена Списъка на световното културно и природно наследство на ЮНЕСКО.
Кремс се състои от няколко отделни района. На десния бряг на Дунав се намира градският район Маутерн, а на левия бряг са централният район на Кремс и районите Унд и Щайн. До 1938 г. Щайн и Маутерн са били самостоятелни градчета.

## История
За пръв път Кремс се споменава в исторически източници през 995 г. като крепост на Дунав. През XII век при управлението на Бабенбергите получава статут на град. В Кремс са сечени първите австрийски монети, известни като „кремски пфениги“.
В Средновековието Кремс има важно търговско значение като кръстопът на водния път по Дунав и сухопътни търговски пътища.
По време на Руско-австрийско-френската война от 1805 г. в околностите на града стават няколко сражения между армиите на Наполеон и антифренската коалиция.

## Забележителности
- Ландщтрасе (Landstrasse). Централната пешеходна улица, на която е разположен целият стар град.
- Щайнер Тор. Единствената съхранена от четирите средновековни градски крепостни врати, построена през 1480 г. и надстроена през 1754 г. Вратата е символ на Кремс.
- Енорийската църква Санкт Файт. Построена е в стил барок през 1630 г. на мястото на по стара църква.
- Гоцобург. Най-старата запазена сграда в града, построена през 1275 г. в италиански стил, разположена на площад Хоермаркт.
- Барутната кула. Средновековна кула, част от градските средновековни укрепление.
- Музей на виното. Музей посветен на вековните традиции на винопроизводството в Кремс.
- Абатство Гьотвейг. Намира се на около 5 километра южно от Кремс. Манастирът е основан през 1083 г.; унищожен е до основи от пожар през 1718 г. През XVIII век е възобновен в бароков стил.

## Побратимени градове
- Рибе, Дания (1971)
- Бьоблинген, Германия (1971)
- Бон, Франция (1973)
- Пасау, Германия (1974)
- Кромержиж, Чехия (1994)
- Грейпуайн, США (1999)